# Патрікі
Патрíкі (грец. Πατρίκι, тур. Tuzluca) — село в Республіці Кіпр, у північно-східній частині острова Кіпр на півострові Карпас, приблизно 30 км від міста Фамагуста. Належить до Турецької Республіки Північного Кіпру.
Тут у 1935 році народився батько відомого англійського співака Джорджа Майкла — Кіріакос Панайоту. Тут він проживав до 1953 року, коли виїхав до Великої Британії.
| Кіпр | Це незавершена стаття з географії Кіпру. Ви можете допомогти проєкту, виправивши або дописавши її. |